# Partecipanti al Giro di Polonia 2025
Elenco dei partecipanti al Giro di Polonia 2025.
Il Giro di Polonia 2025 è stato l'ottantaduesima edizione della corsa. Alla competizione presero parte 22 squadre: 18 con licenza UCI World Tour 2025, 3 UCI ProTeam e 1 selezione nazionale.
Ciascuna delle squadre è composta da sette ciclisti, per un totale di 154 accreditati alla partenza.

## Corridori per squadra
Nota: R ritirato, NP non partito, FT fuori tempo, SQ squalificato
| Team Visma-Lease a Bike | Team Visma-Lease a Bike | Team Visma-Lease a Bike | Alpecin-Deceuninck  | Alpecin-Deceuninck    | Alpecin-Deceuninck  | Arkéa-B&B Hotels           | Arkéa-B&B Hotels           | Arkéa-B&B Hotels           |
| ----------------------- | ----------------------- | ----------------------- | ------------------- | --------------------- | ------------------- | -------------------------- | -------------------------- | -------------------------- |
| N°                      | Ciclista                | Clas.                   | N°                  | Ciclista              | Clas.               | N°                         | Ciclista                   | Clas.                      |
| 1                       | Niklas Behrens          | NP6ª                    | 11                  | Lars Boven            | R 3ª                | 21                         | Giosuè Epis                | 66°                        |
| 2                       | Olav Kooij              | 93°                     | 12                  | Quinten Hermans       | 16°                 | 22                         | Donavan Grondin            | R 3ª                       |
| 3                       | Menno Huising           | 27°                     | 13                  | Timo Kielich          | 87°                 | 23                         | Miles Scotson              | 109°                       |
| 4                       | Daniel McLay            | NP3ª                    | 14                  | Jensen Plowright      | 70°                 | 24                         | Florian Sénéchal           | R 5ª                       |
| 5                       | Attila Valter           | 23°                     | 15                  | F. Van Den Bossche    | 85°                 | 25                         | Embret Svestad             | 14°                        |
| 6                       | Matthew Brennan         | 44°                     | 16                  | Stan Van Tricht       | 104°                | 26                         | Pierre Thierry             | SQ3ª                       |
| 7                       | Steven Kruijswijk       | 53°                     | 17                  | Samuel Gaze           | 76°                 | 27                         | Alessandro Verre           | 77°                        |
| Bahrain Victorious      | Bahrain Victorious      | Bahrain Victorious      | Cofidis             | Cofidis               | Cofidis             | Decathlon AG2R La Mondiale | Decathlon AG2R La Mondiale | Decathlon AG2R La Mondiale |
| N°                      | Ciclista                | Clas.                   | N°                  | Ciclista              | Clas.               | N°                         | Ciclista                   | Clas.                      |
| 31                      | Pello Bilbao            | 9°                      | 41                  | Stanisław Aniołkowski | NP5ª                | 51                         | Sam Bennett                | R 4ª                       |
| 32                      | Roman Ermakov           | 61°                     | 42                  | Piet Allegaert        | R 6ª                | 52                         | Oscar Chamberlain          | 101°                       |
| 33                      | Jack Haig               | 31°                     | 43                  | Nolann Mahoudo        | 69°                 | 53                         | Stan Dewulf                | 54°                        |
| 34                      | Fran Miholjević         | 89°                     | 44                  | Jan Maas              | 39°                 | 54                         | Dorian Godon               | 74°                        |
| 35                      | Antonio Tiberi          | 2°                      | 45                  | Paul Ourselin         | NP6ª                | 55                         | Paul Lapeira               | 34°                        |
| 36                      | Vlad Van Mechelen       | 97°                     | 46                  | Anthony Perez         | 73°                 | 56                         | Rasmus S. Pedersen         | R 2ª                       |
| 37                      | Edoardo Zambanini       | 38°                     | 47                  | Aimé De Gendt         | 42°                 | 57                         | Johannes Staune-Mittet     | 12°                        |
| EF Education-EasyPost   | EF Education-EasyPost   | EF Education-EasyPost   | Groupama-FDJ        | Groupama-FDJ          | Groupama-FDJ        | Ineos Grenadiers           | Ineos Grenadiers           | Ineos Grenadiers           |
| N°                      | Ciclista                | Clas.                   | N°                  | Ciclista              | Clas.               | N°                         | Ciclista                   | Clas.                      |
| 61                      | Owain Doull             | R 3ª                    | 71                  | Rémi Cavagna          | R 6ª                | 81                         | Lucas Hamilton             | 51°                        |
| 62                      | Max Walker              | 98°                     | 72                  | Clément Davy          | 65°                 | 82                         | Bob Jungels                | NP3ª                       |
| 63                      | Marijn van den Berg     | 62°                     | 73                  | Thibaud Gruel         | 25°                 | 83                         | Michał Kwiatkowski         | NP6ª                       |
| 64                      | Mikkel Honoré           | NP5ª                    | 74                  | Johan Jacobs          | 63°                 | 84                         | Victor Langellotti         | 5°                         |
| 65                      | Darren Rafferty         | 86°                     | 75                  | Stefan Küng           | 40°                 | 85                         | Michael Leonard            | 78°                        |
| 66                      | Madis Mihkels           | 103°                    | 76                  | Rudy Molard           | 15°                 | 86                         | Magnus Sheffield           | NP6ª                       |
| 67                      | Colby Simmons           | 29°                     | 77                  | Enzo Paleni           | NP7ª                | 87                         | Ben Turner                 | 57°                        |
| Intermarché-Wanty       | Intermarché-Wanty       | Intermarché-Wanty       | Lidl-Trek           | Lidl-Trek             | Lidl-Trek           | Movistar Team              | Movistar Team              | Movistar Team              |
| N°                      | Ciclista                | Clas.                   | N°                  | Ciclista              | Clas.               | N°                         | Ciclista                   | Clas.                      |
| 91                      | Huub Artz               | 71°                     | 101                 | Andrea Bagioli        | 21°                 | 111                        | Davide Cimolai             | 108°                       |
| 92                      | Kamiel Bonneu           | R 4ª                    | 102                 | Alex Kirsch           | NP2ª                | 112                        | Davide Formolo             | 17°                        |
| 93                      | Francesco Busatto       | 49°                     | 103                 | Bauke Mollema         | R 6ª                | 113                        | Fernando Gaviria           | 112°                       |
| 94                      | Alexander Kamp          | 26°                     | 104                 | Jacopo Mosca          | 35°                 | 114                        | Lorenzo Milesi             | 37°                        |
| 95                      | Tom Paquot              | 90°                     | 105                 | Sam Oomen             | 20°                 | 115                        | Manlio Moro                | 102°                       |
| 96                      | Gerben Thijssen         | R 6ª                    | 106                 | Tim Torn Teutenberg   | 64°                 | 116                        | Gonzalo Serrano            | 81°                        |
| 97                      | Gijs Van Hoecke         | 91°                     | 107                 | Mathias Vacek         | R 3ª                | 117                        | Natnael Tesfatsion         | 45°                        |
| Red Bull-Bora-Hansgrohe | Red Bull-Bora-Hansgrohe | Red Bull-Bora-Hansgrohe | Soudal Quick-Step   | Soudal Quick-Step     | Soudal Quick-Step   | Lotto                      | Lotto                      | Lotto                      |
| N°                      | Ciclista                | Clas.                   | N°                  | Ciclista              | Clas.               | N°                         | Ciclista                   | Clas.                      |
| 121                     | Finn Fisher-Black       | NP6ª                    | 131                 | Ayco Bastiaens        | 92°                 | 141                        | Cédric Beullens            | NP5ª                       |
| 122                     | Jonas Koch              | 67°                     | 132                 | Ethan Hayter          | NP6ª                | 142                        | Lars Craps                 | 32°                        |
| 123                     | Filip Maciejuk          | 59°                     | 133                 | Paul Magnier          | 41°                 | 144                        | Jasper De Buyst            | 83°                        |
| 124                     | Daniel Martínez         | 46°                     | 134                 | Casper Pedersen       | R 6ª                | 145                        | Arjen Livyns               | 52°                        |
| 125                     | Matteo Sobrero          | 3°                      | 135                 | Andrea Raccagni       | NP6ª                | 146                        | Lionel Taminiaux           | 107°                       |
| 126                     | Tim van Dijke           | NP6ª                    | 136                 | Pepijn Reinderink     | NP5ª                | 147                        | Reuben Thompson            | 58°                        |
| 127                     | Maxim Van Gils          | NP4ª                    | 137                 | Martin Svrček         | 50°                 | 148                        | Elia Viviani               | 110°                       |
| Team Jayco AlUla        | Team Jayco AlUla        | Team Jayco AlUla        | Team Picnic PostNL  | Team Picnic PostNL    | Team Picnic PostNL  | UAE Team Emirates XRG      | UAE Team Emirates XRG      | UAE Team Emirates XRG      |
| N°                      | Ciclista                | Clas.                   | N°                  | Ciclista              | Clas.               | N°                         | Ciclista                   | Clas.                      |
| 151                     | Koen Bouwman            | NP5ª                    | 161                 | Patrick Eddy          | 88°                 | 171                        | Filippo Baroncini          | R 3ª                       |
| 152                     | Patrick Gamper          | 72°                     | 162                 | Chris Hamilton        | 18°                 | 172                        | Jan Christen               | 4°                         |
| 153                     | Filippo Zana            | 10°                     | 163                 | Gijs Leemreize        | 28°                 | 173                        | Julius Johansen            | 84°                        |
| 154                     | Alessandro De Marchi    | 94°                     | 164                 | Guillermo Martinez    | NP7ª                | 174                        | Vegard S. Laengen          | 56°                        |
| 155                     | Chris Juul Jensen       | 43°                     | 165                 | Max Poole             | NP5ª                | 175                        | Rafał Majka                | 8°                         |
| 156                     | Kelland O'Brien         | NP7ª                    | 166                 | Timo Roosen           | 82°                 | 176                        | Brandon McNulty            | 1°                         |
| 157                     | Jasha Sütterlin         | 36°                     | 167                 | Casper van Uden       | NP6ª                | 177                        | Florian Vermeersch         | 55°                        |
| XDS Astana Team         | XDS Astana Team         | XDS Astana Team         | Israel-Premier Tech | Israel-Premier Tech   | Israel-Premier Tech | Tudor Pro Cycling Team     | Tudor Pro Cycling Team     | Tudor Pro Cycling Team     |
| N°                      | Ciclista                | Clas.                   | N°                  | Ciclista              | Clas.               | N°                         | Ciclista                   | Clas.                      |
| 181                     | Alberto Bettiol         | 6°                      | 191                 | George Bennett        | 24°                 | 201                        | Arvid de Kleijn            | 105°                       |
| 182                     | Michele Gazzoli         | 106°                    | 192                 | Pier-André Côté       | NP7ª                | 202                        | Seb. Kolze Changizi        | 100°                       |
| 183                     | Max Kanter              | 79°                     | 193                 | Marco Frigo           | 7°                  | 203                        | Hannes Wilksch             | 47°                        |
| 184                     | Ide Schelling           | 96°                     | 194                 | Chris Froome          | 68°                 | 204                        | Arthur Kluckers            | 95°                        |
| 185                     | Alessandro Romele       | 99°                     | 195                 | Nadav Raisberg        | 60°                 | 205                        | Luc Wirtgen                | R 2ª                       |
| 186                     | Diego Ulissi            | 19°                     | 196                 | Matthew Riccitello    | 13°                 | 206                        | Yannis Voisard             | 11°                        |
| 187                     | Nicolas Vinokurov       | 48°                     | 197                 | Ethan Vernon          | 75°                 | 207                        | Maikel Zijlaard            | NP5ª                       |
| Selezione polacca       |                         |                         |                     |                       |                     |                            |                            |                            |
| N°                      | Ciclista                | Clas.                   |                     |                       |                     |                            |                            |                            |
| 211                     | Paweł Bernas            | NP6ª                    |                     |                       |                     |                            |                            |                            |
| 212                     | Marcin Budziński        | 33°                     |                     |                       |                     |                            |                            |                            |
| 213                     | Tomasz Budziński        | 80°                     |                     |                       |                     |                            |                            |                            |
| 214                     | Mateusz Gajdulewicz     | 30°                     |                     |                       |                     |                            |                            |                            |
| 215                     | Piotr Pekala            | 22°                     |                     |                       |                     |                            |                            |                            |
| 216                     | Michał Pomorski         | R 6ª                    |                     |                       |                     |                            |                            |                            |
| 217                     | Patryk Stosz            | 111°                    |                     |                       |                     |                            |                            |                            |